# 巴農場
巴農場（ともえのうじょう）は、北海道江別市豊幌の最北端を指す地名。
江別市と北村（現在は岩見沢市）の境界を流れていた石狩川の蛇行部分をショートカットする捷水路工事が行われ、三日月湖として残された旧石狩川に囲まれた一帯である。
その名の通り農場があるものの、「巴」という人物が経営しているわけではない。地名の由来については「かつて三つ巴の地主がいたから」とも「地形が巴紋のようだから」ともいわれる。
三日月湖は渡り鳥の中継地点になっており、ハクチョウが群来したときは鳴き声がうるさいほどであるという。

## 歴史
この地はもともと江別屯田兵村の公有地であった。
1896年（明治29年）、十数戸の小作人が入植する。当時は「篠津第二原野」と呼ばれ、木々や笹がうっそうと繁っていた。
1897年（明治30年）、北海道庁補助渡船、通称「救仁郷渡し」が設けられる。
1906年（明治39年）、小樽の篠田友次郎と、栗山の中島定六に土地が払い下げられる。「巴農場」という名称ができたのもこのころである。
大正時代に入ると、乳牛を飼う農家が増える。さらに1922年（大正11年）には造田が開始され、1926年（大正15年）ころには小作米だけで1000俵近い倉入れを達成する。
ところが1932年（昭和7年）に大水害が発生し、農場は壊滅的な打撃を受けた。以後の30年間、農場は畑作酪農が主体となる。
1933年（昭和8年）、地主が空知開拓合資会社に変わる。そして1937年（昭和12年）には昭和産業株式会社が地主となった。また、この年から石狩川のショートカット工事が行われたため、巴農場は周囲から切り離されて河に囲まれた土地となった。
1941年（昭和16年）7月、当時12戸あった小作人たちがすべて自作農創設を果たす。
1961年（昭和36年）7月の集中豪雨により、堤防が決壊して全戸が冠水する。このときの教訓から、畑地と違って水をかぶっても即座には荒廃しない水田造りが農場の中心となる。
1962年（昭和37年）、豊幌と巴農場を結ぶ「豊栄橋」が架けられ、65年間の渡船業に終止符が打たれる。